# Veržej
Veržej là một khu tự quản (tiếng Slovenia: občine, số ít – občina) trong vùng Pomurska của Slovenia. Veržej có diện tích 12 km2, dân số là theo điều tra ngày 31 tháng 3 năm 2002 là 1354 người. Thủ phủ khu tự quản Veržej đóng tại Veržej.